# MO Большой Медведицы
MO Большой Медведицы (лат. MO Ursae Majoris) — одиночная переменная звезда в созвездии Большой Медведицы на расстоянии (вычисленном из значения параллакса) приблизительно 5665 световых лет (около 1737 парсеков) от Солнца. Видимая звёздная величина звезды — от +12,04m до +11,66m.

## Характеристики
MO Большой Медведицы — пульсирующая переменная звезда типа RR Лиры (RRC).